# Sagat Abikeyeva
Sagat Abikeyeva (14 de mayo de 1981) es una deportista kazaja que compitió en judo. Ganó tres medallas en el Campeonato Asiático de Judo entre los años 2004 y 2007.

## Palmarés internacional
| Campeonato Asiático | Campeonato Asiático  | Campeonato Asiático | Campeonato Asiático |
| Año                 | Lugar                | Medalla             | Categoría           |
| ------------------- | -------------------- | ------------------- | ------------------- |
| 2004                | Almatý ( Kazajistán) | Medalla de bronce   | –70 kg              |
| 2005                | Taskent (Uzbekistán) | Medalla de plata    | Abierta             |
| 2007                | Kuwait (Kuwait)      | Medalla de bronce   | –78 kg              |